# قصر مظفري دار أباد
قصر مظفري دار أباد (بالفارسية: کاخ مظفری دارآباد) هو قصر تاريخي يعود إلى عصر القاجاريون، ويقع في طهران.